# Biuro Ochrony Rządu
Biuro Ochrony Rządu (hrv. Ured za zaštitu Vladinih dužnosnika) je poljska tajna služba koja osigurava VIP zaštitu članova poljske Vlade te antiterorističko djelovanje.
Od 2001. godine, BOR je reformiran u vojnu jedinicu koja je u nadležnosti poljskog Ministarstva unutarnjih poslova.

## Povijest
Počeci stvaranja današnjeg BOR-a započeli su tijekom 1920-ih godina. Glavni razlog njegovog stvaranja bio je atentat na tadašnjeg poljskog predsjednika Gabriela Narutowicza koji je ubijen 16. prosinca 1922. u nacionalnoj galeriji Zachęta. Dvije godina nakon atentata formirana je posebna vojna brigada Kompania Zamkowa čija je svrha bila zaštitu poljskog predsjednika. Brigada je djelovala do 1939. godine i početka 2. svjetskog rata.
Nakon tog razdoblja stvarano je i raspušteno nekoliko sličnih sigurnosnih jedinica. Tek je 1956. formiran današnji Biuro Ochrony Rządu koji je bio pod nadležnošću Ministarstva vanjskih poslova.
U studenom 1989. agencija dolazi pod nadležnost šefa sigurnosne službe Ministarstva unutarnjih poslova. Ta nadležnost je trajala sve do raspada komunizma. Nakon toga, zaposlenici BOR-a dobivaju status vojnika, međutim došlo je do paradoksalnosti jer je služba i dalje bila u nadležnosti MUP-a a ne Ministarstva obrane. Zbog toga je 30. ožujka 2001. donesen zakon prema kojem se Biuro Ochrony Rządu smatra vojnom postrojbom poljskog MUP-a.
Također, jer je u zemlji već postojala slična postrojba (Nadwiślańskie Jednostki Wojskowe), ona je raspuštena 2002. godine dok su njene zadaće i obveze kao i većina zaposlenih prešli u BOR.
Biuro Ochrony Rządu svoj dan obilježava 12. lipnja kao obljetnicu kada je 1924. osnovana brigada Shelter.

## Zaštita
Tijekom svojeg djelovanja, službenici BOR-a surađuju s policijom, unutarnjom obavještajnom agencijom (ABW), vanjskom obavještajnom agencijom (AW) te graničnom i vojnom policijom.

### Subjekti zaštite
- predsjednik Republike Poljske,
- premijer Republike Poljske,
- maršal Sejma (predsjednik donjeg doma poljskog parlamenta),
- maršal Senata (predsjednik gornjeg doma poljskog parlamenta),
- potpredsjednik Vlade,
- ministar vanjskih poslova,
- ministar unutarnjih poslova i uprave,
- bivši predsjednici (doživotna zaštita ako žive na poljskom teritoriju),
- bivši premijeri (zaštita do šest mjeseci nakon što napuste Vladin ured),
- ostale osobe po nalogu ministra unutarnjih poslova i
- strani državni poglavari, članovi Vlada, predstavnici stranih zemalja i diplomatsko osoblje.

### Objekti zaštite
- predsjednička palača, premijerov ured, zgrade Ministarstva unutarnjih i vanjskih poslova kao i zgrade Sejma i Senata,
- zgrade poljskog veleposlanstva,
- konzularni uredi i predstavništva međunarodnih organizacija i
- ostala imovina od poljskog posebnog interesa.

## Činovi
- -  Vojnik
  -  Viši vojnik
  -  Kaplar
  -  Niži narednik
  -  Narednik
  -  Viši narednik
  -  Niži zastavnik
  -  Zastavnik
  -  Viši zastavnik
  -  Potporučnik
  -  Poručnik
  -  Satnik
  -  Bojnik
  -  Potpukovnik
  -  Pukovnik
  -  Brigadni general
  -  General

## Ravnatelji kroz povijest
| Ravnatelj                              | Razdoblje                                |
| -------------------------------------- | ---------------------------------------- |
| general Jan Górecki                    | 20. prosinca 1956. – 1. travnja 1981.    |
| pukovnik Stefan Pawłowski              | 2. travnja 1981. – 13. siječnja 1983.    |
| brigadni general Olgierd Darżynkiewicz | 14. siječnja 1983. – 15. srpnja 1989.    |
| pukovnik Lucjan Wiślicz-Iwińczyk       | 16. srpnja 1989. – 8. veljače 1991.      |
| bojnik Janusz Zakościelny              | 9. veljače 1991. – 18. studenog 1991.    |
| brigadni general Mirosław Gawor        | 5. prosinca 1991. – 7. svibnja 1997.     |
| pukovnik Henryk Sobczyk                | 8. svibnja 1997. – 11. prosinca 1997.    |
| brigadni general Mirosław Gawor        | 12. prosinca 1997. – 6. studenog 2001.   |
| general Grzegorz Mozgawa               | 7. studenog 2001. – 3. studenog 2005.    |
| pukovnik Damian Jakubowski             | 3. studenog 2005. – 11. kolovoza 2006.   |
| pukovnik Jan Teleon                    | 11. kolovoza 2006. – 25. listopada 2006. |
| pukovnik Andrzej Pawlikowski           | 25. listopada 2006. – 27. studenog 2007. |
| general Marian Jerzy Janicki           | 27. studenog 2007. – 1. ožujka 2013.     |
| pukovnik Krzysztof Klimek              | 22. ožujka 2013. - danas                 |

## Tragedije
- 3. listopada 2007.

U Bagdadu je izvršen atentat na poljskog veleposlanika u Iraku, Edwarda Pietrzyka. Samom veleposlaniku je opećeno 20% tijela a poginuo je časnik BOR-a, Bartosz Orzechowski. Nesreća se dogodila kada je eksplodirala bomba pokraj automobilskog konvoja.
- 10. travnja 2010.

Prilikom prilaska zračnoj luci Smolensk, srušio poljski transportni zrakoplov Tupoljev Tu-154. U toj zrakoplovnoj tragediji poginulo je svih 97 putnika, uključujući predsjednika Lecha Kaczyńskog te visoke Vladine, vojne i crkvene predstavnike. Među stradalima bilo je i devet časnika BOR-a, i to: Jaroslaw Florczak, Dariusz Michalowski, Paweł Janeczek, Peter Nosek, Agnieszka Pogródka-Weclawek, Artur Francuz, Pawel Krajewski, Jacek Salata i Marek Uleryk.

## Vanjske poveznice
- Službena web stranica BOR-a  Arhivirana inačica izvorne stranice od 18. veljače 2013. (Wayback Machine)